# Huub Zilverberg
Huub Zilverberg (Goirle, 13 januari 1939) is een Nederlands voormalig wielrenner.

## Belangrijkste overwinningen
1959
- Eindklassement Olympia's Tour

1961
- Ronde van Vlaanderen (onafhankelijken)

1962
- 8e etappe Ronde van Italië
- 7e etappe Ronde van Frankrijk
- 2e etappe deel B Ronde van Frankrijk (ploegentijdrit)

1964
- 6e etappe deel A Parijs-Nice

## Resultaten in voornaamste wedstrijden
| Jaar | Ronde van Italië | Ronde van Frankrijk | Ronde van Spanje |
| ---- | ---------------- | ------------------- | ---------------- |
| 1961 |                  |                     | opgave           |
| 1962 | 15e (1)          | buiten tijd (1)     |                  |
| 1963 | opgave           | opgave              |                  |
| 1964 | opgave           | 37e                 |                  |
| 1965 |                  |                     |                  |
| 1966 |                  | 64e                 | 26e              |
| 1967 |                  | 71e                 | 28e              |
| 1968 |                  | buiten tijd         |                  |
| 1969 |                  |                     | 51e              |

| Jaar | Milaan-San Remo | Gent-Wevelgem | Ronde van Vlaanderen | Parijs-Roubaix | Amstel Gold Race | Luik-Bast.‑Luik | Waalse Pijl |
| ---- | --------------- | ------------- | -------------------- | -------------- | ---------------- | --------------- | ----------- |
| 1961 |                 |               |                      | 58e            |                  |                 |             |
| 1962 |                 | 58e           |                      |                |                  | 17e             |             |
| 1963 | 71e             | 14e           | 29e                  | 63e            |                  | 14e             | 12e         |
| 1964 | 34e             | 33e           | 15e                  |                |                  | 14e             |             |
| 1965 |                 |               |                      | 38e            |                  |                 |             |
| 1966 | 9e              |               | 14e                  | 29e            |                  |                 |             |
| 1967 |                 | 53e           | 31e                  |                | 29e              |                 |             |
| 1968 |                 |               |                      |                |                  |                 | 33e         |
| 1969 |                 |               |                      |                |                  |                 |             |

## Ploegen
- 1961 - Locomotief-Vredestein
- 1962 - Flandria-Faema
- 1963 - G.B.C.-Libertas
- 1964 - Flandria-Romeo
- 1965 - Acifit-Avaros
- 1966 - Televizier-Batavus
- 1967 - Televizier-Batavus
- 1968 - Willem II-Gazelle
- 1969 - Willem II-Gazelle